# Ніколас Мейолл
Ніколас Ульріх Мейолл (англ. Nicholas Ulrich Mayall; 9 травня 1906 — 5 січня 1993) — американський астроном, член Національної АН США (1949).

## Біографія та наукові здобутки
Народився в Молайні (Іллінойс). У 1928 році закінчив Каліфорнійський університет у Берклі. Потім працював у тому ж університеті та в обсерваторії Маунт-Вілсон. Упродовж 1933—1942 і 1945—1960 років працював у Лікській обсерваторії, в 1960—1971 роках — перший директор Національної обсерваторії Кітт-Пік (штат Аризона).
Основні наукові роботи присвячені вивченню туманностей і галактик. У 1937 році виконав ґрунтовне дослідження спектру Крабоподібної туманності, спільно з Я. Г. Оортом в 1942 році остаточно показав, що вона є залишком Наднової 1054. Досліджував видимий розподіл галактик, вивів їхню функцію світності; виміряв променеві швидкості багатьох слабких галактик. Отримав інтегральні спектри великої кількості галактик і спільно з В. В. Морганом розробив класифікацію галактик, що заснована на їхніх інтегральних спектрах і враховує зв'язок між зоряним складом галактики і її формою; досліджував відмінності в зоряному складі ядер і спіральних рукавів галактик. Побудував діаграму Герцшпрунга — Рассела для ядра галактики галактики Андромеди.
За великі заслуги Мейолла у створенні обсерваторії Кітт-Пік його ім'ям названо 4-метровий рефлектор цієї обсерваторії.
Член низки академій наук і наукових товариств.